# Schundliteratur

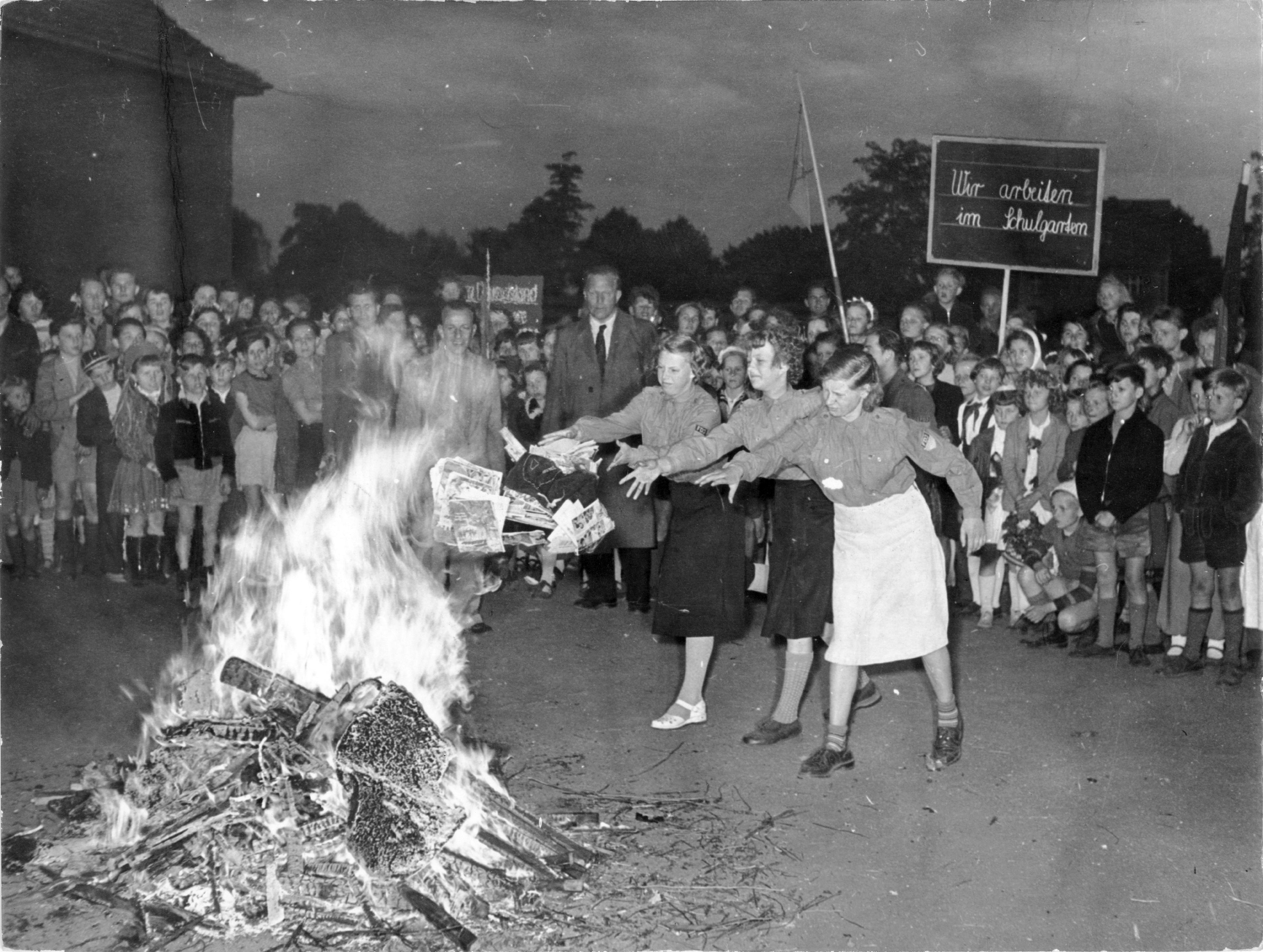
Bücherverbrennung von „Schmutz- und Schundliteratur“ in der DDR (1955).

Schundliteratur ist ein Begriff, mit dem angeblich unmoralische oder verdorbene Literatur angeprangert wird.

## Überblick
Die im späten 19. Jahrhundert einsetzende Debatte um „Schundliteratur“ war wesentlich von einer konservativen „Bewahrpädagogik“ geprägt. In der Weimarer Republik wurde im Reichstag das Gesetz zur Bewahrung der Jugend vor Schund- und Schmutzschriften verabschiedet. Ohne nähere Definition unterlagen vor allem Heftromane und erotische Druckwerke einer Indizierung auf der Liste der jugendgefährdenden Medien. Die Definition von „Schund“ hat sich seitdem verändert, der Begriff hält sich aber weiterhin. Heute werden umgangssprachlich Bücher von literarisch minderer Qualität (oder solche, die dafür gehalten werden), als „Schund“ bezeichnet, meist Comics oder Romane, die dem Bereich der Trivialliteratur zugerechnet werden. Für vergleichbare Produkte im Film- und Musiksektor hat sich dagegen der Anglizismus Trash eingebürgert.
Was im Deutschen als Trash bezeichnet wird, entspricht im Englischen auch Pulp. Bezogen auf Literatur ist Pulp Fiction gleichbedeutend mit Schundliteratur. Ehemals zum Schund gerechnete Romane werden manchmal erst nach Jahrzehnten rehabilitiert, wie es zum Beispiel bei den wegen Obszönität indizierten Werken des englischen Autors D. H. Lawrence der Fall war.

## Anfänge der Kritik an Schundliteratur
Vorbehalte gegen vermeintlich minderwertige Literatur sind so alt wie diese, aber erst ab dem 18. Jahrhundert bekam die Auseinandersetzung eine neue Qualität als gesellschaftliches Problem. In den Fokus rückte zunächst die Lesesucht von Bediensteten, Frauen und Arbeitern. Dabei war der deutsche Sprachraum einer der wenigen, in denen etwa triviale Ritter- und Räuberromane oder erotische „Schmutzgeschichten“ nicht nur als anstößig, sondern im Zusammenhang mit einer relativen Ausbreitung des Kolportagebuchhandels zunehmend als Angriff auf die gesamte Wertordnung wahrgenommen wurde.
Nachdem während der Revolution 1848/1849 in der konservativen Presse vor allem Österreichs und Bayerns der Begriff „Schmutz-“ oder „Schandliteratur“ sich meist gegen republikanische und demokratische Druckwerke gerichtet hatte, lässt sich der Begriff Schundliteratur erst im Laufe der 1850er-Jahre nachweisen, allerdings nur in der Verbindung „Schund- und Schandliteratur“ oder „Schund- und Schandromane“. Als eigenständiges Wort ist es für das Jahr 1866 belegt. Hans Marbach, Schriftsteller und Redakteur der Leipziger Zeitung, schrieb 1883, der Ausdruck Schundliteratur sei Mode geworden.
Der sich beschleunigende gesellschaftliche Wandel und das Aufkommen von Lichtspielhäusern führte nach 1900 zu einem intensiv geführten Diskurs. Ministerialerlasse zur Eindämmung der „Schmutz- und Schundliteratur“ wurden in mehreren Teilstaaten des Deutschen Reichs verabschiedet. Maßgebend für die Schundliteratur-Debatte waren die Schriften von Heinrich Wolgast: Das Elend unserer Jugendliteratur (1896), Wilhelm Börner: Die Schundliteratur und ihre Bekämpfung (1908) und insbesondere das Buch von Ernst Schultze: Die Schundliteratur. Ihr Vordringen, ihre Folgen, ihre Bekämpfung (1909).

## Vom Ersten Weltkrieg zur Weimarer Republik
Im Ersten Weltkrieg wurde im Deutschen Reich ab 1916 von einigen Stellvertretenden Generalkommandos der Armeekorps als Inhaber der vollziehenden Gewalt der Vertrieb von Schundliteratur massiv eingeschränkt. Eine eigene Gattung bildete dabei die so genannte Kriegsschundliteratur, worunter Serien oder Einzelwerke der Genres des Abenteuer-, Liebes- oder des so genannten Verbrecherromans verstanden wurden, bei denen durch den Titel der Eindruck von patriotischer Literatur hervorgerufen werden sollte. Die Bekämpfung der Kriegsschundliteratur wurde vor allem vom Dürerbund und den Prüfungsstellen für Jugendliteratur betrieben. Besonders bekannt wurde der Erlass des Oberkommandos in den Marken, Berlin vom 22. März 1916, in dem 135 Heftromanserien namentlich aufgeführt wurden, so auch Der Luftpirat und sein lenkbares Luftschiff.
In der Weimarer Republik erschien der Schund vielen als Folge der Demokratisierung und wurde oft als Argument für den Ruf nach einer stärkeren Obrigkeit benutzt. Art. 118 Abs. 2 WRV erwähnt die „Bekämpfung von Schund- und Schmutzliteratur“ als legitimen Zweck für Zensur. 18. Dezember 1926 wurde das erwähnte Gesetz zur Bewahrung der Jugend vor Schund- und Schmutzschriften erlassen. Diese Phase des Schundkampfes wurde in der Zeit des Nationalsozialismus von der rigorosen Zensur der Reichsschrifttumskammer abgelöst. Außerdem wurde im Hitlerreich der Begriff Schmutzliterat als Kampfbegriff gegen jüdische Schriftsteller verwendet. So wurde im NS-Propagandafilm Der ewige Jude der Schriftsteller Kurt Tucholsky als einer der übelsten Schmutzliteraten bezeichnet.

## Comics als neuer Mittelpunkt der Kritik
Ein Artikel von Sterling North leitete 1940 in den USA landesweit eine erste Kampagne gegen Comics ein. 1954 veröffentlichte der Psychiater Fredric Wertham sein einflussreiches Buch Seduction of the Innocent, in dem er eine angebliche schädliche Wirkung der Crime- und Horrorcomics auf Kinder und Jugendliche nachzuweisen versuchte.

## Maßnahmen gegen Schundliteratur in der Bundesrepublik Deutschland
Bereits kurz nach der Aufhebung der Presselizenzierung durch die Alliierten beantragte die CDU/CSU im Bundestag „angesichts der die deutsche Jugend und die öffentliche Sicherheit bedrohenden Entwicklung gewisser Auswüchse des Zeitschriftenmarktes“ (Bundestag, Wahlperiode 1, Drucksache 103) ein Gesetz nach dem Modell des Schundgesetzes von 1926. Mit der Verabschiedung des Gesetzes über die Verbreitung jugendgefährdender Schriften am 9. Juni 1953 und der Einrichtung der Bundesprüfstelle für jugendgefährdende Schriften am 19. Mai 1954 fand diese Phase ihren Abschluss.
Darüber hinaus wurden ab 1955 in groß angelegten Umtauschaktionen „Schmöker“ und Comics gegen „gute“ Bücher oder Hefte getauscht. Die „schlechten“ Hefte wurden verbrannt oder vergraben. Gerade Comics wurden nun zum Inbegriff der Schundliteratur. Dabei konnte in Deutschland der Diskurs auch auf eine kulturpessimistische Haltung zurückgreifen, die streng zwischen der ernsten Kultur und der leichten Welt der Massenmedien unterschied.
Der Jugendbuchverlag Ensslin & Laiblin aus Reutlingen forderte um 1960 seine jungen Leser unter dem Motto „Schund und Schmutz verderben Geist und Herz“ zum Beitritt in den Bund der Freunde des Ensslin-Verlages zur Förderung des guten Jugendbuches im Kampf gegen Schmutz- und Schundliteratur auf und nutzte das gleichzeitig zu Marketingzwecken.

## Maßnahmen gegen Schundliteratur in der DDR
In der DDR wurde der Begriff ideologisch für die Auseinandersetzung der Gesellschaftssysteme genutzt und mit folgender Lesart definiert:

„Schundliteratur: Literatur, die nach Form und Inhalt wertlos (z. B. verlogen-sentimentale Liebesromane) und, besonders für Jugendliche, moralisch gefährlich ist (z. B. Gangstergeschichten). Die S. wird in den Ländern des Friedenslagers energisch bekämpft und vor allem durch eine wertvolle Jugendliteratur ausgeschaltet, während sie in den kapitalistischen Ländern teilweise in den Dienst der Aufrüstung gestellt wird.“

In den Schulen der DDR erfolgten jährlich durch die Klassenleiter Belehrungen über das Verbot von sogenannter „Schmutz- und Schundliteratur“. Auch wurden diesbezüglich in den Schulen von Zeit zu Zeit sogenannte Ranzenkontrollen durchgeführt.

## Problematik der Zuordnung
Trotz aller Kritik bietet als „Schund“ gebrandmarkte Literatur dem Leser eine eskapistische Alternative. Mit dem A-cappella-Chorwerk Schundromane lesen bekam dieses Genre durch Paul Hindemith zur Zeit des Nationalsozialismus eine ungewöhnliche und anstößige musikalische Ehrung: „Das ist das Schönste: auf der Treppe hocken! Und mit Nat Pinkerton durch London zieh’n“.
Im Zuge des Cultural turn wurde die Trennung zwischen Unterhaltungsliteratur und anspruchsvoller Literatur, wie sie in Deutschland lange vorherrschte, schrittweise relativiert. Unabhängig von ihrem künstlerisch-literarischen Anspruch wird dem Unterhaltungswert einer Geschichte durchaus ein Stellenwert zugemessen. Dennoch unterliegen auch belletristische Werke literarischer Kritik, wie die teils heftigen Auseinandersetzungen um Autoren wie Paulo Coelho oder Dan Brown belegen.
Nackt kam die Fremde und Atlanta Nights sind zwei Schundromane von zwei Autorenkollektiven, die zeigen wollten, dass sich auch der größte Schund verkauft, beziehungsweise verlegt wird. Die Autorenkollektive schrieben absichtlich Romane ohne jegliche literarische Qualitäten.
I, Libertine ist ebenfalls ein absichtlich schlecht geschriebener Schundroman, der gestartet wurde, um die Erstellung von Bestsellerlisten zu kritisieren.
2002 veröffentlichte der Schriftsteller Bodo Kirchhoff den Roman Schundroman, mit dem er die amerikanische Pulp Fiction der 1930er und 1940er Jahre in ironischer Brechung fortschrieb.